# Derbi Antorcha

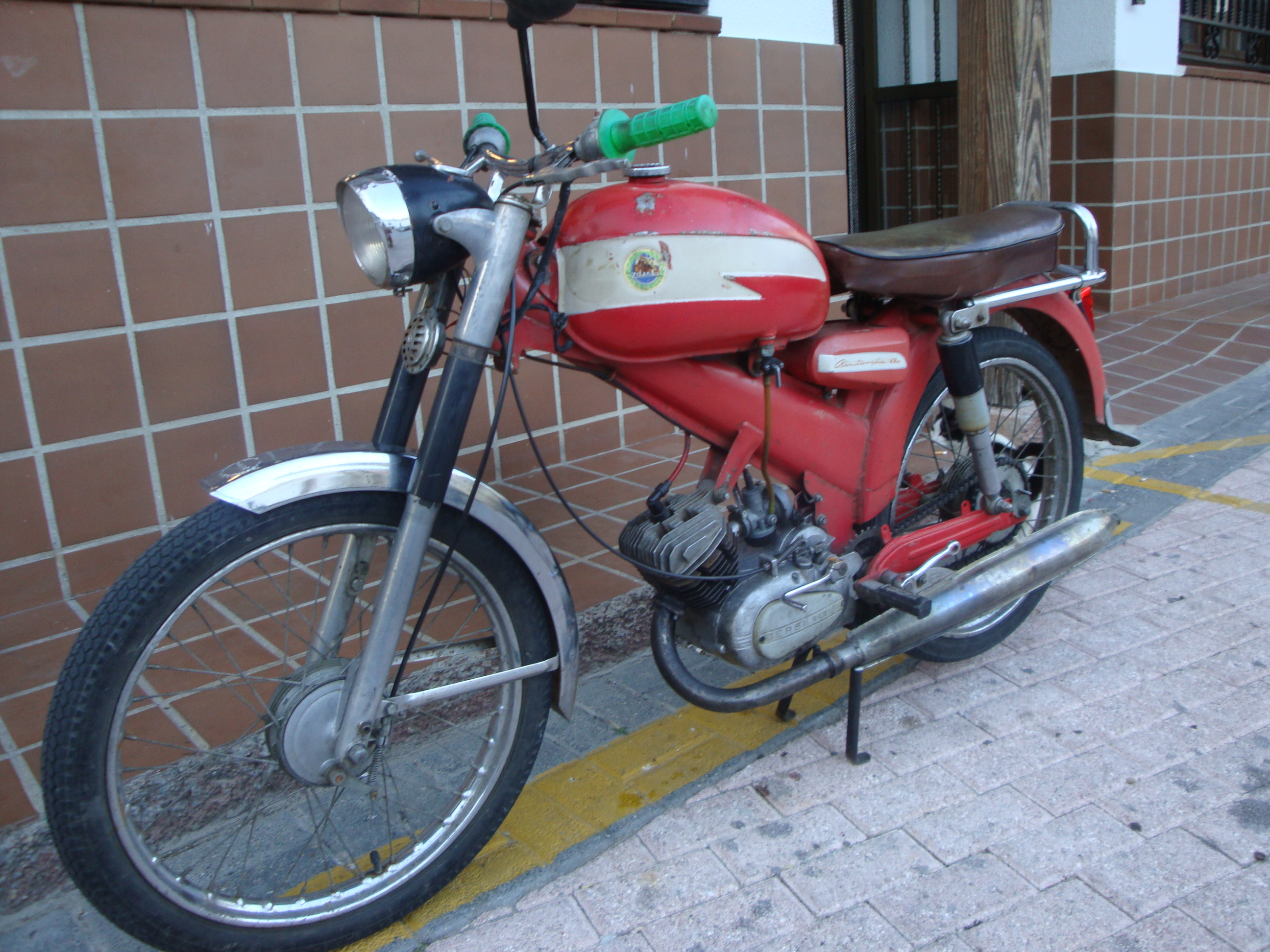
Derbi Antorcha 49 cc de 1965

La Derbi antorcha 49 es un modelo de motocicleta de la marca Derbi, que comenzó a fabricarse en el año 1965.
Fue una motocicleta mítica, de la que se fabricarían más de 500.000 unidades en todas sus versiones totales. Su producción acaba hacia 1980.
Es conocida popularmente en la costa mediterránea como Derbi paleta.

## Variantes del modelo
En 1977 aparece la Derbi Antorcha Super 49, que sustituirá a la Antorcha y tras ella una larga lista de variantes de este modelo:
- Normal
- Especial
- Super
- Campeona
- Supercampeona
- Especial Campeona
- Especial Super
- GT-4V
- GTS-4V
- Olímpica Campona
- Olímpica Campeona E
- Olímpica Subcampeona
- Olímpica Especial
- Olímpica Especial Extra
- Olímpica Especial Super
- Olímpica Super
- Antorchas

Las principales variaciones afectan a: carrocería, depósito de combustible diferente, un carenado sobre el motor, cadena trasera totalmente estanca, y muelles traseros al aire y cromados.